# Helicops trivittatus
Espèce
Synonymes
- Myron trivittatus Gray, 1849

Statut de conservation UICN

 LC  : Préoccupation mineure
Helicops trivittatus  est une espèce de serpents de la famille des Dipsadidae.

## Répartition
Cette espèce est endémique du Nord du Brésil.

## Description
Helicops trivittatus mesure de 23 à 71 cm dont 8 à 18 cm pour la queue.

## Publication originale
- Gray, 1849 : Catalogue of the specimens of snakes in the collection of the British Museum. London, p. 1-125 (texte intégral).